# 沃夫恰河 (大科貝利亞喬克河支流)
沃夫恰河（烏克蘭語：Во́вча）是烏克蘭的河流，位於該國中部，屬於大科貝利亞喬克河的支流，發源自卡希夫卡以北，流經波爾塔瓦州，河道全長17公里，流域面積196平方公里。